# Грачёва, Елена Юрьевна
Елена Юрьевна Грачёва (род. 4 декабря 1954, Воронеж) — российский юрист, первый проректор Университета имени О. Е. Кутафина (до июня 2022 года), специалист по теории государства и права, а также — российскому финансовому праву; доктор юридических наук (2000), профессор и  заведующая кафедрой финансового права Университета имени О. Е. Кутафина (МГЮА), начальник кафедры гражданско-правовых дисциплин Московского института МВД РФ, профессор кафедры административного и финансового права МГИМО; вице-президент Российской ассоциации финансового права; полковник милиции, почётный сотрудник МВД РФ, заслуженный юрист Российской Федерации, почётный юрист города Москвы.

## Биография
Выпускница Всесоюзного юридического заочного института (1977). В 1984 году защитила кандидатскую диссертацию «Правовая основа государственной и общественной жизни (теоретические аспекты)», в 2000 году — докторскую диссертацию «Проблемы правового регулирования государственного финансового контроля». Председатель экспертного совета по праву ВАК РФ (с 2017).
Лауреат премии «Юрист года» в номинации «Юридическое образование и воспитание» (2016). Член редколлегии журналов «Государство и право» (с 2018) и «Финансовое право», член-корреспондент РАЕН.
В 2021 году награждена Орденом Дружбы, в 2024 году присвоено почетное звание «Почетный юрист города Москвы».

## Основные работы
Елена Грачёва является автором и соавтором около 100 научных публикаций, включая более 20 монографий, учебников и учебных пособий; она специализируется, в основном, на проблемах теории государства и права, а также — на вопросах финансового контроля и теории финансового права:
- «Финансовое право». Учебное пособие для иностранных слушателей (М., 1993) (в соавт.);
- «Финансовое право России». Учебное пособие (М., 1995) (в соавт.);
- «Финансовое право России» (М., 1997) (в соавт.);
- «Правовая основа государственного финансового контроля» (М., 1999)
- «Проблемы правового регулирования государственного финансового контроля» (М., 2000)
- Финансовое право: схемы с комментариями: учебное пособие. — 2-е изд., доп. и перераб. — Москва : Проспект, 2014. — 109 с. : схем.; 21 см; ISBN 978-5-392-11520-4.